# Orlęta-Gedenkabzeichen

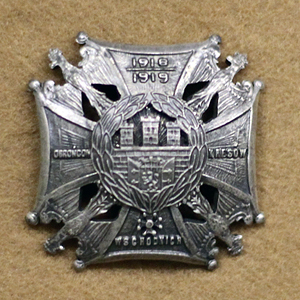
Abzeichen

Das Orlęta-Gedenkabzeichen war eine militärische Einsatzauszeichnung der Zweiten Polnischen Republik. 

## Stiftung
Der Befehlshaber der Armia „Wschód“, General Tadeusz Rozwadowski, stiftete das Abzeichen persönlich am 18. März 1919 und es wurde zunächst auch persönlich von ihm verliehen. Das zuständige Ministerium genehmigte die Auszeichnung am 13. Dezember 1921. Dennoch blieb die Auszeichnung mit der Personalie Rozwadowski verbunden und wurde nach seinem Tod im Jahr 1928 nicht mehr verliehen. 
Am 21. März 1936 beschloss die zuständige Veteranenvereinigung, eine Kommission einzusetzen, die das Abzeichen aus dem Verkehr ziehen sollte. Im Januar 1938 erlosch das Register das Abzeichens in Lemberg.

## Verleihungsvoraussetzungen und Verleihung
Das Abzeichen war für alle Soldaten bestimmt, die 1918 an der Schlacht von Lemberg (genannt auch Lemberger Adler) oder der Verteidigung der Ostgrenze Polens oder des Rotburgenlands während des Polnisch-Ukrainischen Kriegs teilgenommen hatten. Konkret wurde nach der Stiftung Kriegs- und Militärdienst in Ostgalizien ausgezeichnet, der in der Periode ab dem 19. März 1919 geleistet wurde. Mutmaßlich wurde später auch Kriegsdienst vor dem 19. März ausgezeichnet, wobei der Zeitraum vom 01. bis 22. November 1918 aber immer von der Verleihung des "Orlęta"-Gedenkabzeichens ausgenommen war, da hierfür eine eigene Auszeichnung verliehen wurde (das sog. Krzyż Obrony Lwowa, Kreuz der Verteidigung von Lemberg).
Frauen, die bspw. als Krankenschwestern, in den Feldküchen, der Versorgung und im Nachschub an der Verteidigung Lembergs teilnahmen und keinen Frontdienst leisteten, erhielten dieses Abzeichen ebenfalls. Es war für sie oft die einzige Auszeichnung, die sie erhielten.
Bei Verleihung des Abzeichens wurde auch eine Urkunde verausgabt, die von General Rozwadowski unterzeichnet war.

## Gestaltung
Das Abzeichen zeigt das Wappen der Stadt Lemberg, umgeben von vier Adlern und trägt die Inschrift "Den Verteidigern der Ostgebiete". Es ist aus versilberten Messingblech und ca. 43,5 mm groß. 
Während der Geschichte wurden zwei verschiedene Muster des Abzeichens verausgabt. Einer der Entwürfe stammte von T. Łuczyński, der andere von Lesław Węgrzynowski. Hergestellt wurden die Abzeichen von Władysław Buszek, einem Hauptmann, der in Lemberg ein Juweliergeschäft führte.

## Träger
Siehe: Kategorie:Träger des "Orlęta"-Gedenkabzeichens